# مسجد کاظم‌بیگ
مسجد کاظم‌بیگ (بیک) واقع در میدان محله سرحمام شهرستان بابل می‌باشد. این ساختمان به صورت مسجد و مدرسه در سال ۱۰۹۲ هجری قمری به وسیله حاج سید محمدکاظم‌بیک در کاظمیه ی پدربزرگش بنا شده و پس از بارش شدید باران (در سال ۱۱۰۱) توسط فرزندش آقا سیدمحمد رضا و سپس در سال ۱۱۶۹ توسط مولانا میرنظام الدین محمد بازسازی شده است. بنای مسجد شامل حیاطی وسیع و مربع است. در دو سوی غرب و شرق حیاط، ایوان‌هایی با پوشش مسطح سفال‌پوش، تکیه داده شده بر هشت فیلپا قرار دارد. شبستان اصلی مسجد، در سوی جنوب قرار دارد و از سه قسمت اصلی تقسیم می‌شود. قسمت میانی، بزرگتر است و با گنبد اصلی پوشش یافته است. این گنبد بر روی چهار طاق جناغی که بر روی ۴ فیلپا قرار گرفته، استوار شده است. دو قسمت دیگر، در دو سوی گنبد اصلی قرار گرفته و با گنبدهای کوچکتری پوشش یافته‌اند. سمت غربی، محلی برای بانوان، و سمت شرقی، مقبره سه تن از علما است. در ضلع جنوبی بخش میانی، محرابی تعبیه شده که بر دو طرف آن، دو سنگ نوشته، متضمن ابیاتی به تاریخ ۱۱۶۹ و به خط نستعلیق نصب شده است. این مسجد در سال ۱۳۴۲ خورشیدی توسط متولی آن محمدجعفر کاظم‌بیگی تعمیر گردید و سردر ورودی شمالی آن به شکل جدیدی ساخته شد.
این مسجد در سال ۱۳۹۵ مجددا تعمیر و بازسازی شد و از جمله کار های انجام شده اضافه شدن مناره به دروازه ی ورودی و حوض به حیاط و منقش شدن حجره های مسجد به معماری اصیل ایرانی است .
میرزا محمد کاظم فرزند میرزا محمد علی فرزند کمال الدین کاظم حسینی مازندرانی است، کمال الدین بین سالیان ۹۵۲ تا ۹۶٠ قمری مجموعه کاظمیه را ساخت که شامل: گورستان، کاروانسرا، حمام و مقبره ای بود که در آن مقبره بعدا میرزا محمد علی بیک و همسرش، میرزا محمد کاظم بیک و میرزا محمد مقیم بیک مدفون شدند. 
این مسجد یکی از بزرگترین دسته روی های شمال کشور را داراست به طوری در سال ۹۷ بیش ۷۶۵ نفر به این دسته امدند که در روز های تاسوعا و عاشورا از مسجد کاظم بیک به طرف امام زاده قاسم حرکت می‌کنند.